# Thurdin

Robertsfors kommunvapen (gammal variant)

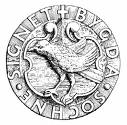
Bygdeå sockensigill

Thurdin är ett svenskt, norrländskt, släktnamn med ursprung i Bygdeå socken, nuvarande Robertsfors kommun, Västerbotten.
Släktnamnet kommer från latinets turdus = trast och turdinus = trastlik (koltrasten heter turdus merula). Koltrasten figurerar t ex på Bygdeå sockensigill (från 1400-talet), predikstolen i Bygdeå kyrka (1600-tal), i Bygdeå landskommuns kommunvapen (1900-tal) samt Robertsfors nuvarande kommunvapen. Bygdeåbor kallades en gång i tiden "bygdetrastar".
Den förste kände personen att officiellt bära namnet var Nils/Nicolaus Petri Turdinus (c.1550-1626), den tredje reformerte kyrkoherden i Bygdeå kyrka. En teori är att han valde sitt prästnamn från socknens sigill och dess trast.
Turdinus övergick under 1600-talet till Thurdin och Trast. Turdinus finns inte kvar som efternamn. En alternativ stavning Turdin förekommer också, även den med koppling till Bygdeå, men utan etablerat släktskap med Thurdin.
Den förste dokumenterade stamfadern i Thurdin-släkten är Jon Larsson, Näs, Bydgeå, född ca 1490.
Under 1800-talet var ett stort antal Thurdinare handels- och sjömän med bas i Bygdeå-Dalklarlså-Bobacken-Ratan. I Bobacken står Thurdinska gården (uppförd 1823) kvar i nära nog ursprungligt skick med huvudbyggnad, bagarstuga, rundloge, lagård och ekonomibyggnad.
Kuriosa: i Ratan bodde 1809 visiteur Hans Thurdin med familj, när Sveriges senaste slag där utspelades mot Ryssarna. Hans Thurdins hus perforerades av ryska kulor. Ryssarna retirerade men övertog Finland.

## Personer
- Albert Thurdin, fd stadsarkitekt Härnösand
- Görel Thurdin, fd centerpartistisk politiker, miljöminister, 2:e vice talman mm